# 竹内慶夫
竹内 慶夫（たけうち よしお、1924年1月20日 - 2009年7月5日）は、日本の鉱物学者・結晶学者。専門は、結晶学・鉱物学。東京生まれ。

## 経歴
- 1946年：東京帝国大学理学部鉱物学科卒業
- 1952年：東京大学理学部助手
- 1953年：東京大学理学博士の学位取得（論文表題：The crystal structure of magnesium pyroborate (パイロ硼酸マグネシウムの結晶構造)[1]）
- 1956年：東京大学理学部講師
- 1959年：東京大学理学部助教授
- 1974年：東京大学理学部教授
- 1984年：東京大学定年退職、東京大学名誉教授
- 1986年：日本大学文理学部教授
- 1994年：日本大学定年退職

## 主な受賞歴
- 1993年 - 国際回折データセンター特別功労者賞
- 2001年 - 勲三等瑞宝章[2]

## 主たる研究業績など
- 複雑な硫塩鉱物の構造決定法の開発と構造解析
- 鉱物の多形、トロポケミカル双晶理論
- 高温高圧下での構造解析
- 無機同族列 (homologous series)の結晶化学機構

日本鉱物科学会、日本結晶学会などに所属。1980年−1981年に日本結晶学会会長、1982年−1983年に日本鉱物学会会長を歴任。
著書「Tropochemical Cell-Twinning – A Structure-Building Mechanism in Crystalline Solids」において、竹内がその存在を予言していた積層構造をもった鉱物が発見され、スウェーデンの研究者によって竹内石（Takéuchiite）と命名された。
代表的な論文
- Y. Takéuchi and R. Sadanaga (1969): Structural principles and classification of sulfosalts. Zeit. Kristallogr., 130.
- Y. Takéuchi (1972): The investigation of superstructures by means of partial Patterson functions. Zeit. Kristallogr., 135.
- J. Takagi and Y. Takéuchi (1972): Structural principles of the crystalline phases in the PbS-Bi2S3 system. Acta Crystallogr., A28.
- Y. Kudoh, and Y. Takéuchi (1976): The superstructure of stannoidite. Zeit. Kristallogr., 144.
- T. Murakami, T. Yamanaka, and Y. Takéuchi (1982): Transition of orthoenstatite to protoenstatite and the structure at 1080°C. Zeit. Kristallogr., 160, 3/4.
- F. Nishi, and Y. Takéuchi (1984): The rhombohedral structure of tricalcium silicate at 1200°C. Zeit. Kristallogr., 168.
- Y. Takéuchi (1991): Structural principle of minerals in the plagionite group Pb3+2xSb8S15+2x. Acta Crystallogr., A47.

## エピソード
- 科学上の発明・発見にかかる人間の思考・行動について「セレンディピティ、Serendipity」の意味を追求し、言葉の原典となっている「セレンディップの三人の王子たち─ペルシャのおとぎ話」（竹内慶夫編訳、偕成社文庫、2006年）を出版した。

## 主な編著書
- 「構造解析」（共著）、共立出版、1966年
- 「高温・高圧下の鉱物結晶学」（編集）、日本鉱物学会、1983年
- 「粉末回折法」（共著）、共立出版、1988年
- 「Tropochemical Cell-Twinning – A Structure-Building Mechanism in Crystalline Solids」、Terra学術図書出版、1997年